# Буржуазний шовінізм
Буржуазний шовінізм — термін радянської фразеології й в описі соціалістичного патріотизму — на означення одного з видів буржуазного націоналізму, в який веде найменший відступ від принципів соціалістичного інтернаціоналізму. Буржуазному шовінізму протистоїть пролетарський соціалістичний інтернаціоналізм — принцип міжнародної солідарності трудящих, невіднятна риса ідеології та політики соціалістичних націй, пролетарських марксистсько-ленінських партій, всього світового комуністичного і робітничого руху.
|                             | Буржуазний шовінізм яскраво виявився в політиці керівництва Комуністичної партії Китаю, яке протиставляє себе всьому світовому комуністичному рухові, веде проти нього, і, насамперед, проти КПРС — розгнуздану, розкольницьку, підривну діяльність і одверту контрреволюційну антирадянську пропаганду. |
| — Костенко Василь Семенович | |

Соціальний патріотизм — це відкрито патріотична точка зору, яка поєднує патріотизм із соціалізмом. Вперше було виявлено на початку Першої світової війни, коли більшість соціал-демократів вирішили підтримати військові зусилля своїх урядів і відмовилися від соціалістичного інтернаціоналізму та солідарності трудящих.
Соціальний шовінізм можна охарактеризувати як агресивний або фанатичний патріотизм, особливо під час війни, на підтримку власної нації (наприклад, уряду, культури тощо) проти іншої нації, яку демонструють ті, хто є соціалістами чи соціал-демократами. Під час Першої світової війни більшість лівих політичних партій займали соціально-шовіністичну позицію, за невеликим винятком. Більшість соціалістів відмовилися від свого антимілітаризму та віри в міжнародну єдність серед робітничого класу на користь «захисту вітчизни» і звернулися до соціального шовінізму, зокрема, німецька соціал-демократична партія та французька соціалістична партія.
Розрив із соціальним патріотизмом призвів до заснування Третього Інтернаціоналу.